# Dicranomyia tusitala
Dicranomyia tusitala är en tvåvingeart. Dicranomyia tusitala ingår i släktet Dicranomyia och familjen småharkrankar.

## Underarter
Arten delas in i följande underarter:
- D. t. novocaledonica
- D. t. palauicola
- D. t. tusitala